# Museu de História Natural e da Ciência da Universidade do Porto

A Casa Andresen alberga a Galeria da Biodiversidade

O Museu de História Natural e da Ciência da Universidade do Porto (MHNC-UP) é um museu de ciência localizado na cidade do Porto.
Foi criado oficialmente em 2015 após a fusão do Museu de História Natural da Universidade do Porto e do Museu da Ciência da Universidade do Porto/Núcleo da Faculdade de Ciências da Universidade do Porto, a funcionarem desde 1996.
Tem como missão promover a difusão do conhecimento sobre a evolução, diversidade e a convergência entre o mundo natural e cultural. O MHNC-UP é um museu universitário com décadas de história renascido como um hibrido entre um museu moderno e um CCV com objetivos fundamentais ao nível da divulgação e educação, conservação e investigação. Comprometendo-se a preservar, valorizar, estudar e divulgar um vasto património associado às ciências naturais, exatas e humanas. Compreende uma coleção de botânica contendo dezenas de milhares de espécimes, representativas de todos os grupos tradicionais de plantas do Planeta (algas, fungos, líquenes, briófitos, plantas vasculares, etc.), sendo o resultado da atividade de botânicos e professores da Academia Politécnica e da Faculdade de Ciências da Universidade do Porto.  

## Polos

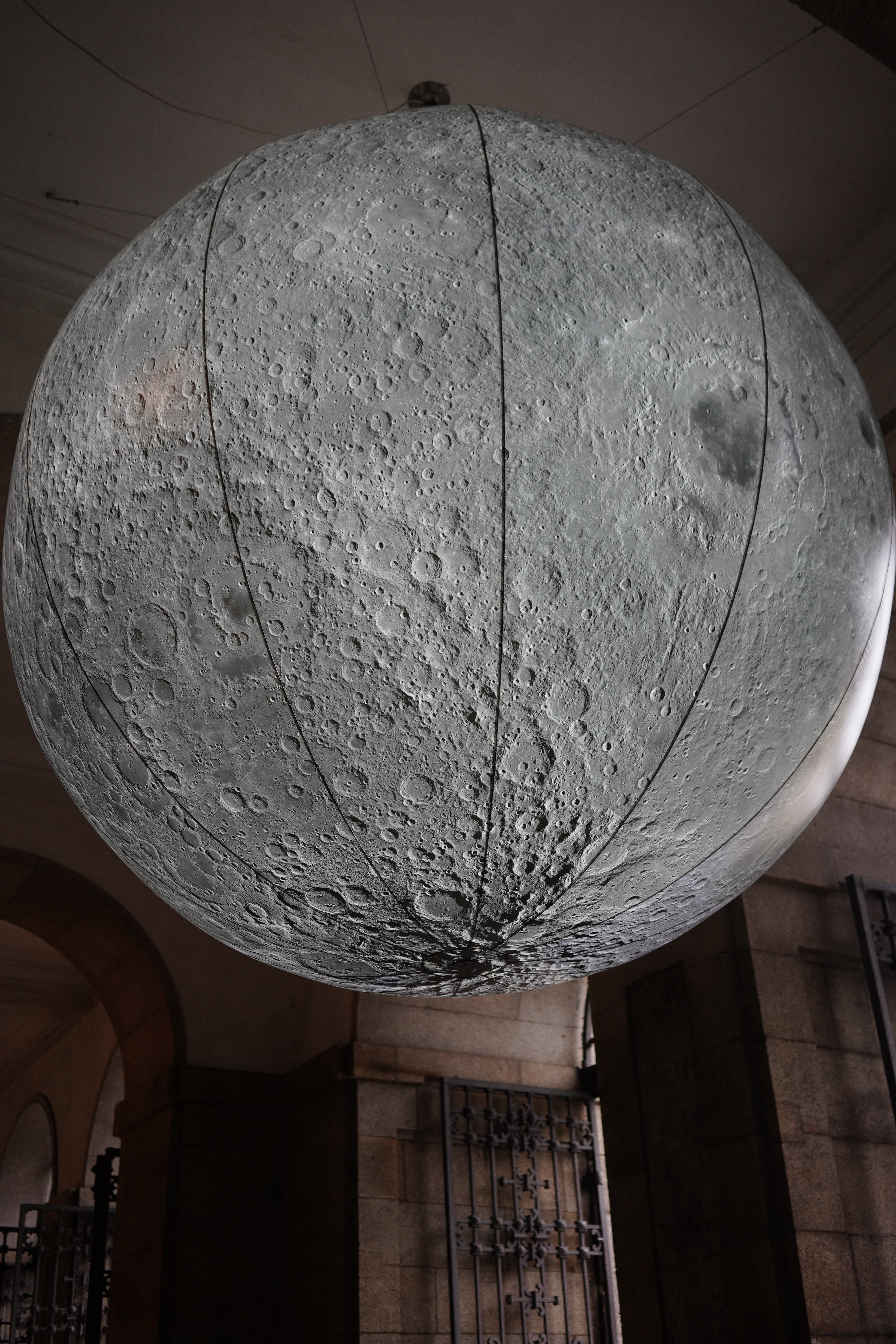
Pólo Central

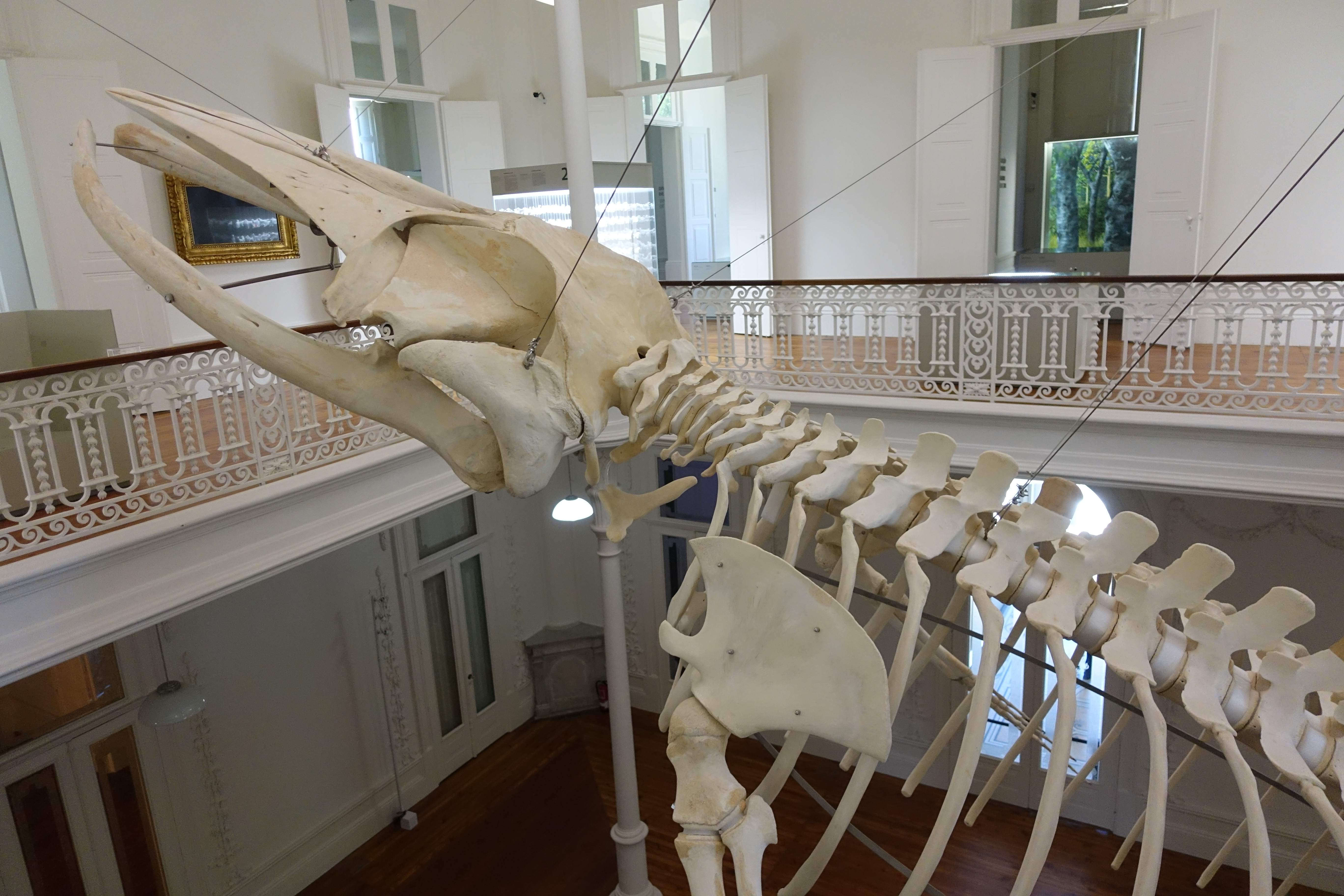
Galeria da Biodiversidade

O Museu é composto por várias instalações:
- Polo Central, localizado nas instalações do edifício histórico da Reitoria da Universidade do Porto;
- Galeria da Biodiversidade – Casa Andresen e o Jardim Botânico do Porto.

As coleções biológicas, de história natural e científicas estão no edifício da Reitoria.

## Galeria da Biodiversidade
Criada em 2017, foi uma ideia do cientista Nuno Ferrand. Consistiu num investimento de 4 milhões de euros, sendo instalada na Casa Andresen, que sofreu obras de reabilitação profundas. O projecto de reabilitação foi da autoria do arquiteto Nuno Valentim, professor da Faculdade de Arquitetura da Universidade do Porto.
Foi o primeiro museu universitário associado a um Centro Ciência Viva.

Cada peça da Galeria é uma obra de arte (instalação) feita pelo museólogo espanhol Jorge Wagensberg. Destaca-se a obra "Vitina Hipercúbica de Compreensão Súbita" que possui ovos verdadeiros das colecções do Museu e uma baleia proveniente da Faculdade de Ciências da Universidade do Porto, referida por Sophia de Mello Breyner.
Em 2018 recebeu o Prémio Nacional de Museografia Desde a sua abertura já recebeu mais de 100.000 visitantes.

## Atividades
- Identificação de espécies na fauna e flora;

- Acompanhamento de visitas guiadas e atividades de animação cultural e artística (exposições, atividades com o público, etc.);

- Atividades de planeamento, projeto e gestão de um jardim;

- Reorganização e higienização de coleções entomológicas;

- Voluntariado. [5]